# Médina (délégation)
Pour les articles homonymes, voir Médina.
La Médina est une délégation tunisienne dépendant du gouvernorat de Tunis et couvrant le territoire de la médina de Tunis.
En 2004, elle compte 26 703 habitants dont 13 910 hommes et 12 793 femmes répartis dans 7 584 ménages et 8 265 logements.

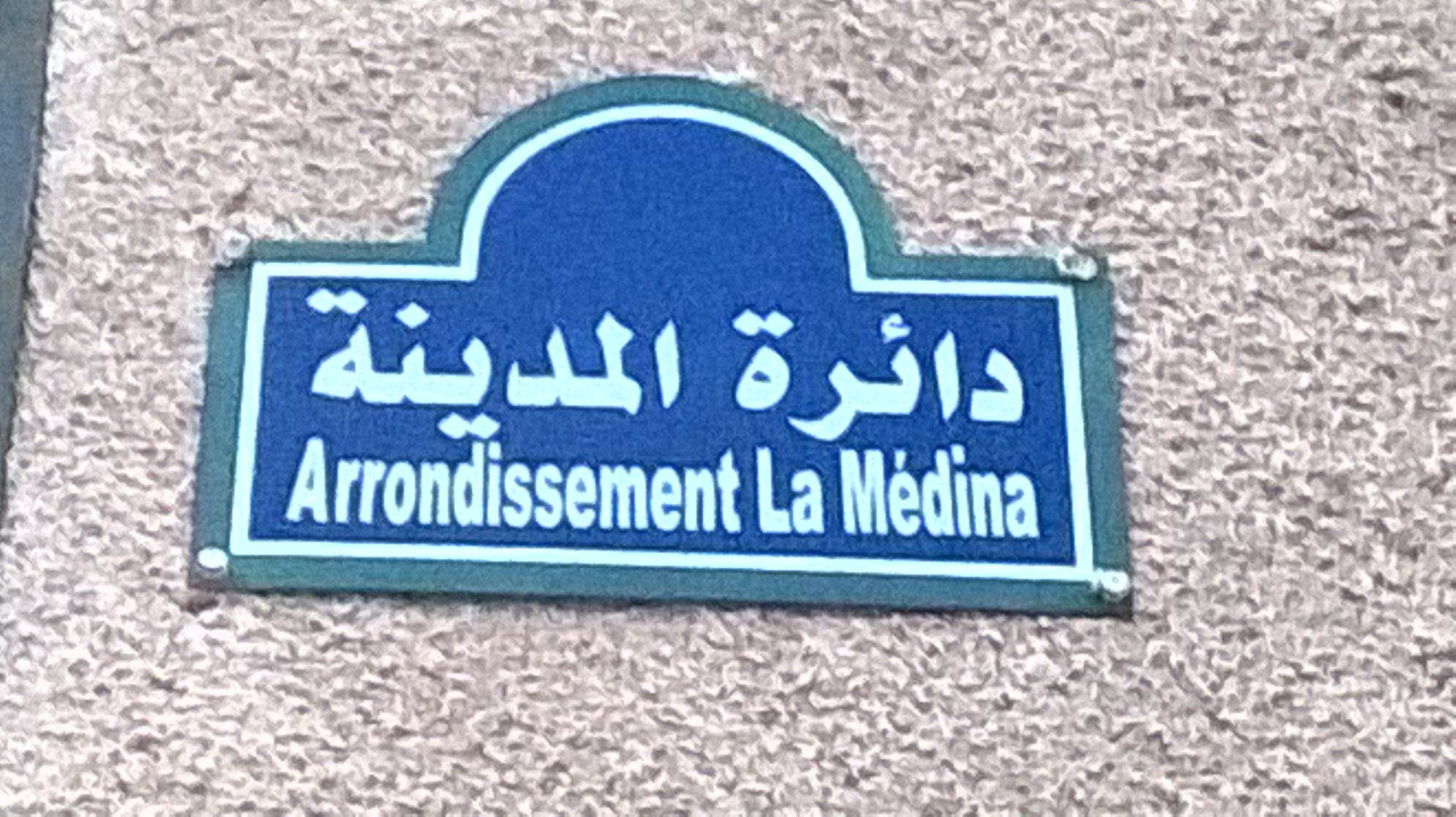
Plaque marquant l'arrondissement de la Médina

Elle comporte un certain nombre de quartiers dont :
- El Hafsia ;
- Kasbah ;
- Sidi El Morjani ;
- Tourbet El Bey ;
- Place Maâkal Az-Zaïm ou place du Leader[2] ;
- El Sabbaghine ;
- Sidi Boumendil ;
- Bab Menara ;
- Bab Sidi Kacem ;
- Bab Jedid (partie qui se trouve au nord de la porte alors que la partie méridionale appartient à la délégation de Sidi El Béchir).

Elle abrite la mosquée Zitouna ainsi que l'ensemble des souks et le siège de la municipalité de Tunis.

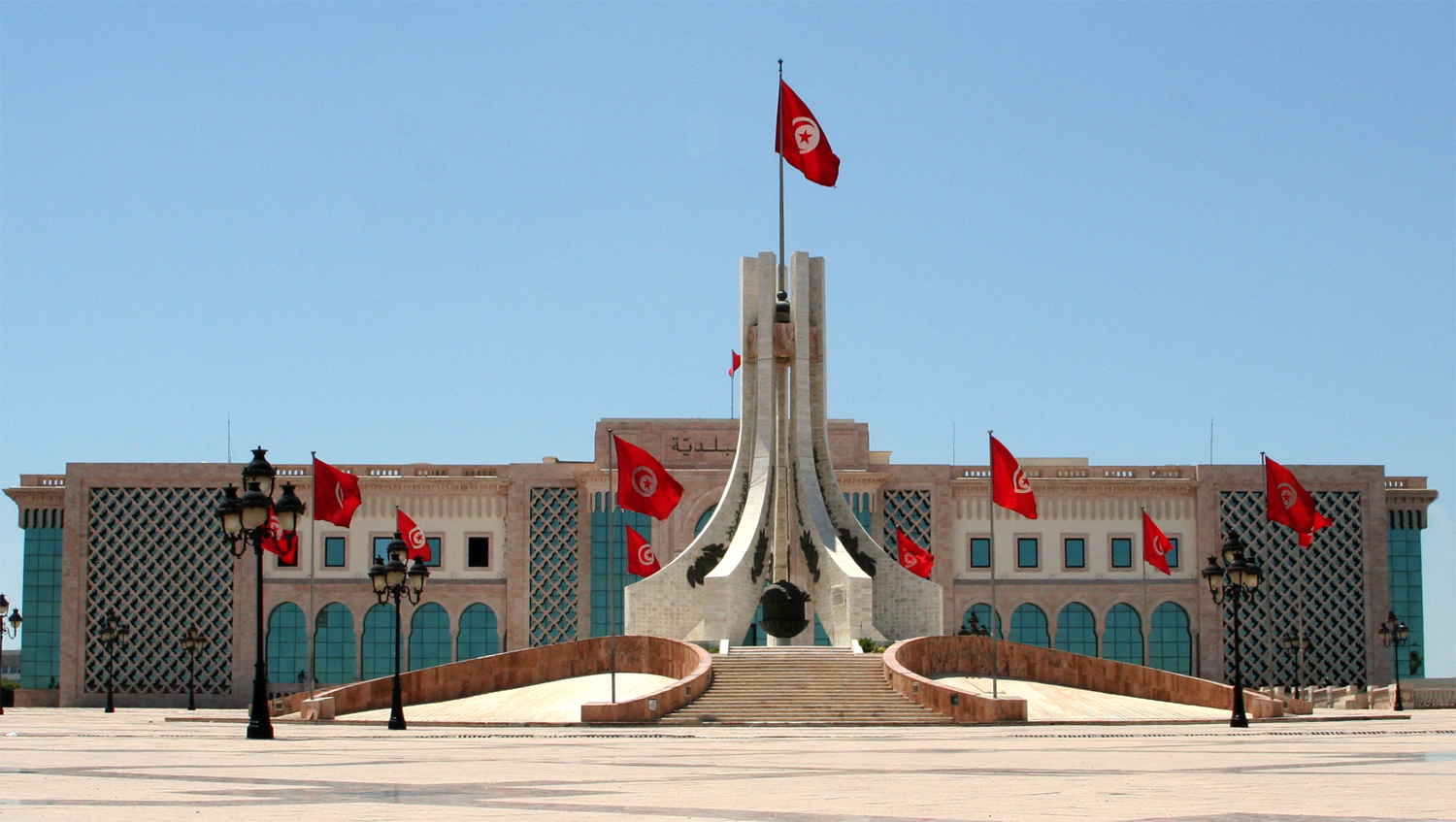
Siège de la municipalité de Tunis

Elle est délimitée par la délégation de Bab Souika au nord, la délégation de Sidi El Béchir au sud, la délégation de Bab El Bhar à l'est et la délégation de Séjoumi à l'ouest.